# Оттолино, Лука
Лука Оттолино (итал. Luca Ottolino; род. 26 августа 1978, Бари) — итальянский бобслеист. Участник зимних Олимпийских игр 2006 года.

## Биография
Лука Оттолино родился 26 августа 1978 года в итальянском городе Бари.
Выступал в соревнованиях по бобслею за «Кортину» из Кортина-д’Ампеццо.
В 2005 году участвовал в чемпионате мира в Калгари, где экипаж из Италии, в составе которого также выступали Фабрицио Тозини, Омар Сакко и Самуэле Романини, заняла 15-е место в соревнованиях четвёрок, показав по сумме четырёх заездов результат 3 минуты 37,79 секунды.
В ноябре 2005 года в Лейк-Плэсиде единственный раз в карьере стал призёром этапа Кубка мира: экипаж из Италии, в составе которого также выступали Симоне Бертаццо, Маттео Торкьо и Джорджо Морбиделли, заняла 3-е место с результатом после двух заездов 1.51.46.
В 2006 году вошёл в состав сборной Италии на зимних Олимпийских играх в Турине. В соревнованиях четвёрок экипаж из Италии, за который также выступали Фабрицио Тозини, Антонио де Санктис и Джорджо Морбиделли, занял 11-е место с результатом после четырёх заездов 3.42,61, уступив 2,19 секунды завоевавшим золото бобслеистам Германии.